# Анатольевка (Кировоградская область)
Анатольевка (укр. Анатолівка) — село в Добровеличковской поселковой общине Новоукраинского района Кировоградской области Украины.
До 2020 года входило в Добровеличковский район
Население по переписи 2001 года составляло 30 человек. Почтовый индекс — 27011. Телефонный код — 5253. Занимает площадь 0,203 км². Код КОАТУУ — 3521783503.